# Chiesa di San Patrizio a Villa Ludovisi
La chiesa di San Patrizio a Villa Ludovisi è una chiesa cattolica di Roma, nel rione Ludovisi, in via Boncompagni. Dal 2017 è la chiesa nazionale degli statunitensi residenti a Roma.

## Descrizione

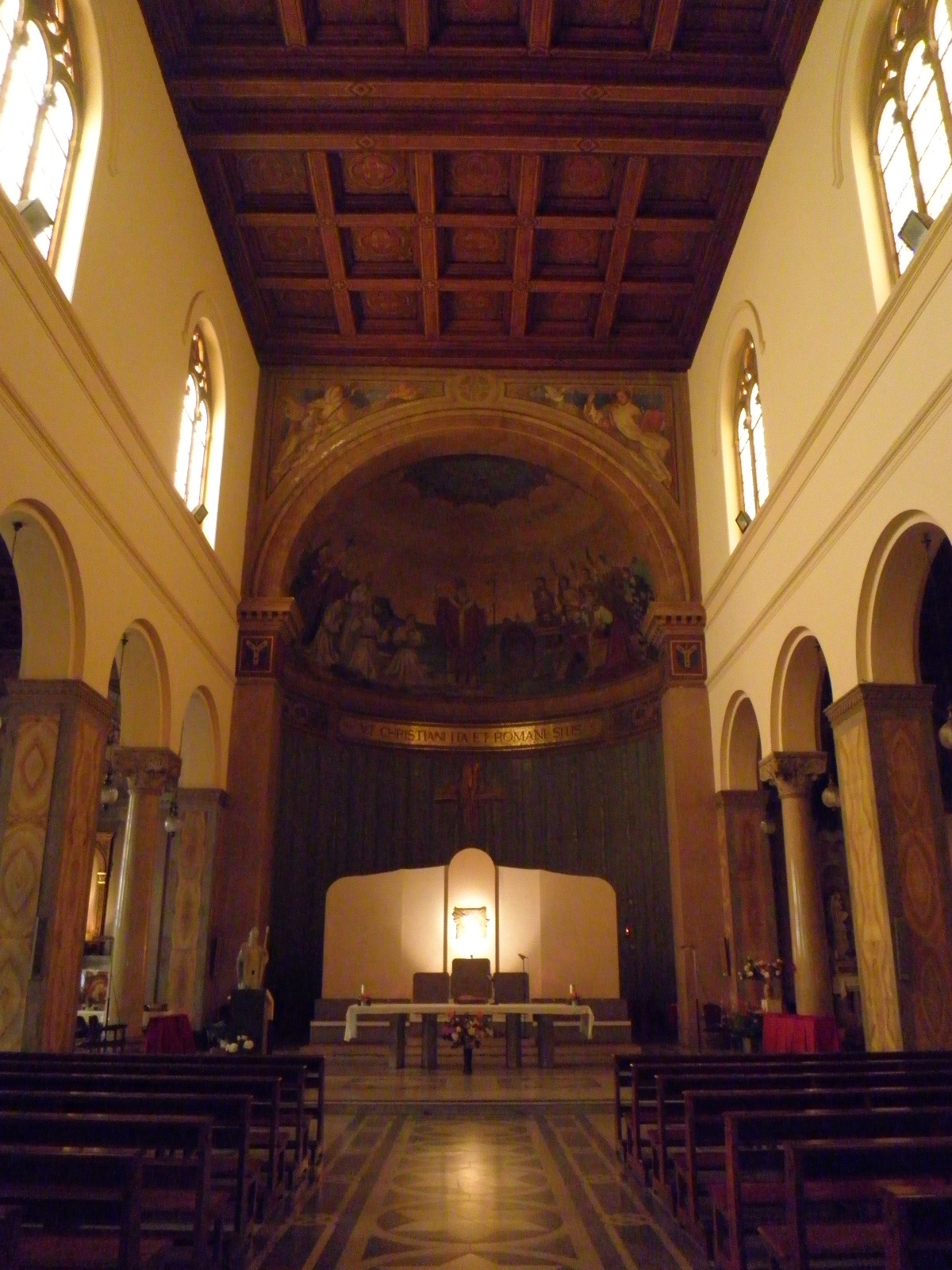
L'interno

La chiesa venne costruita nel 1908 su progetto di Aristide Leonori, ed è dedicata al santo patrono dell'Irlanda. È in stile neorinascimentale.
La facciata, con motivi romanico-bizantini, presenta un protiro sostenuto da colonne, una loggia ad archi. L'interno è a tre navate, con soffitto a cassettoni, preceduto da un vestibolo. Nell'abside spicca la scritta latina, che dice: “Ut cristiani ita et romani sitis” (come siete cristiani, così siate anche romani); il mosaico absidale è di Rodolfo Villani del 1929 e rappresenta San Patrizio che predica alle folle. L'immagine della Madonna sull'altare maggiore è del XVI secolo: raffigura la Madonna delle grazie, originariamente collocata nella Chiesa di Santa Maria in Posterula, ora scomparsa.
Fino al 2017 la chiesa di San Patrizio a Villa Ludovisi è appartenuta al Collegio degli Agostiniani Irlandesi che officiavano lì. Dal 1º agosto 2017 la chiesa è passata ai Padri paolisti, che si sono trasferiti dalla Chiesa di Santa Susanna, loro prima sede dal 1922. Dalla stessa data, la chiesa è diventata parrocchia ufficiale degli americani residenti a Roma, in sostituzione per l'appunto della Chiesa di Santa Susanna. Tutte le messe sono celebrate in lingua inglese.